# Титковцы
Титковцы (укр. Тітківці) — село в Межгорской поселковой общине Хустского района Закарпатской области Украины.
Население по переписи 2001 года составляло 205 человек. Почтовый индекс — 90014. Телефонный код — 3146. Код КОАТУУ — 2122485603.